# Sacred Bones Records
Sacred Bones Records je americké nezávislé hudební vydavatelství. Vzniklo v roce 2007 v Brooklynu, kde jej založil Caleb Braaten. Vydává nahrávky mnoha hudebníků, včetně Davida Lynche, Marissy Nadler či Zoly Jesus. Britský časopis The Wire jej v roce 2011 označil za „jedno z nejlepších amerických vydavatelství poslední let.“ Americký časopis Billboard jej zařadil mezi padesát nejlepších nezávislých vydavatelství.